# Los peligros de la gloria
Los peligros de la gloria (Something to Sing About; retitulada para su pase televisivo The baffling hoofer) es una película estadounidense de 1937 dirigida por Victor Schertzinger e interpretada por James Cagney, Evelyn Daw, William Frawley y Mona Barrie.

## Sinopsis
Terry Rooney, un inquieto bailarín y director de una banda de música, abandona su vida en Nueva York para trasladarse a Hollywood acompañado de la cantante de la banda Rita Wyatt, pues el director de los estudios Galor, Hank Meyers, le ha ofrecido un contrato para protagonizar una película musical. Realizada esta, y creyendo que no sirve para el cine, Terry se casa en secreto con Rita y se marcha en crucero de luna de miel. A su regreso se encuentra que la película ha sido un éxito y él se ha convertido en una estrella, y que su matrimonio es un inconveniente para su popularidad entre las mujeres. Aconsejados por Meyers, Rita se hace pasar por su secretaria y él por soltero. A espaldas de su mujer, le unen sentimentalmente a la actriz Stephanie Hajos, falso idilio que aparece en la portada de los periódicos. Terry vuelve a Nueva York para recuperar el amor de Rita, quien había regresado como cantante de la banda.